# Liberaal Reveil
Het tijdschrift Liberaal Reveil was het orgaan van de Teldersstichting, een aan de VVD gelieerde organisatie die wetenschappelijk onderzoek doet op het gebied van politiek. Het verscheen ieder kwartaal, daarna iedere twee maanden, vervolgens (vanaf 2006) weer ieder kwartaal. Het tijdschrift publiceerde wetenschappelijk gefundeerde artikelen met een liberale invalshoek.
Liberaal Reveil verscheen voor het eerst in januari 1956, twee jaar na de oprichting van de stichting. Het laatste nummer verscheen in december 2016. Een half jaar later, in juli 2017, presenteerde de Teldersstichting het tijdschrift Liberale Reflecties, ook wel LR Magazine genoemd, bedoeld als 'doorstart' van Liberaal Reveil.